# 双榆树乡
双榆树乡，是中华人民共和国黑龙江省大庆市大同区下辖的一个乡镇级行政单位。

## 行政区划
双榆树乡下辖以下地区：
双榆树村、沙家窑村、双胜村、富源村、向阳村和新华村。